# Діброва нащадків
Діброва нащадків — ландшафтний заказник місцевого значення. Об'єкт розташований на території Новоукраїнського району Кіровоградської області.
Площа — 10 га, статус отриманий у 2012 році.